# Efecto de rueda de carro
El efecto de rueda de carro, efecto de rueda de vagón o efecto de rueda de carretera, es una ilusión óptica en la cual una rueda con rayos parece rotar en la dirección opuesta a la que en realidad está girando, que gira más lento o que se mantiene estacionaria. Por la primera ilusión mencionada, se le llama también efecto de rotación inversa.

GIF de 24 segundos con objetos moviéndose hacia la izquierda con rapidez creciente. En un punto los objetos parecen cambiar de dirección.

Es más común observarlo en reproducciones visuales como películas o series, donde es producto de un solapamiento temporal. También se puede ver en ruedas giratorias iluminadas con luces parpadeantes, como las que genera un estroboscopio, lo cual a su vez genera un efecto estroboscópico.

## Estudios

### Teoría de los marcos discretos
En 1996 Purves, Paydarfar y Andrews propusieron la teoría de los marcos discretos, por la cual se postula que la percepción de la visión humana funciona tomando una serie de marcos estáticos de la escena visual para crear la sensación de movimiento como lo hace una película. Una prueba que respalda esta teoría la dieron Dubois y VanRullen (2011), quienes recopilaron las experiencias de usuarios de LSD. Estos reportaron que bajo los efectos de la droga a menudo ven objetos en movimiento dejando una serie de imágenes fijas detrás de ellos. Pidieron a estos usuarios que compararan esta experiencia con películas que simularan esas imágenes cuando no estaban bajo efectos de la droga y descubrieron que seleccionaban películas con imágenes proyectadas entre los 15 y 20 Hz.

### Teoría del solapamiento temporal
En 1967 Schouten distinguió tres variantes de este efecto, a las que llamó alfa, beta y gamma. El alfa ocurre a 8-12 ciclos por segundo; la rueda parece estar detenida aunque «algunos sectores [radios] parecen estar realizando una carrera de obstáculos sobre los que están parados». La beta ocurre a 30-35 ciclos por segundo: «La distinción del patrón ha prácticamente desaparecido. A veces se observa una contrarrotación definida por un patrón rayado grisáceo». La beta se produce a 40-100 ciclos por segundo: «El disco parece casi uniforme, excepto que en todas las frecuencias del sector se observa un patrón grisáceo estático». Schouten postuló entonces la teoría del solapamiento temporal: que las imágenes en movimiento son procesadas por detectores visuales sensibles al movimiento real y también por detectores sensibles al movimiento opuesto resultado de un solapamiento temporal.
En 2004, Kline, Holcombe y Eagleman confirmaron la observación de rotación inversa en un tambor giratorio con puntos regularmente separados, y lo llamaron a esto "inversión ilusoria del movimiento". Demostraron que esto ocurría solo después de un largo tiempo de observar la rotación, desde aproximadamente 30 segundos hasta 10 minutos para algunos participantes. También mostraron que las incidencias de la rotación inversa eran independientes en diferentes partes del campo visual, lo cual es incompatible con los fotogramas discretos que cubren toda la escena visual. Dos años después también mostraron que la rotación inversa de una rejilla radial en una parte del campo visual era independiente del movimiento ortogonal superpuesto en la misma parte del campo visual. Dicho movimiento ortogonal fue el de una rejilla circular que se contraía para tener la misma frecuencia temporal que la rejilla radial. Esto es incompatible con los fotogramas discretos que cubren partes locales de la escena visual. Kline y sus colaboradores concluyeron que las rotaciones inversas eran consistentes con los detectores de movimiento inverso que propuso Reichardt, los cuales se volverían lo suficientemente activos como para dominar sobre percepción de la rotación verdadera. El largo tiempo necesario para ver la rotación inversa sugiere que la adaptación neuronal de los detectores que responden a la rotación verdadera debe ocurrir antes de que los detectores de rotación inversa débilmente estimulados puedan contribuir a la percepción. 
Ese mismo año —en 2006— Rojas, Carmona-Fontaine, López-Calderón y Aboitiz presentaron algunas dudas sobre los resultados de Kline y sus colaboradores. Estas incluyen el hallazgo de más casos de reversiones simultáneas que las que se esperarían por casualidad y de más diferencias en la distribución de la duración de las reversiones que las esperadas por simple proceso de solapamiento temporal.

### Bajo otras condiciones
Rushton (1967) observó que el efecto puede aparecer al observar ruedas girando mientras se tararea o se comen alimentos crujientes, ya que esto provoca que los ojos vibren en las cuencas. También cuando se observan ruedas girando a través de espejos vibrando, como los retrovisores de los automóviles mientras van en movimiento.
En 1984 y 1987, Finlay, Dodwell y Caelli estudiaron la percepción de ruedas giratorias bajo iluminación estroboscópica cuando la duración de cada periodo de visibilidad fuera lo suficientemente largo para que los participantes pudieran ver la rotación real. A pesar de esto, la dirección de rotación estuvo dominada por el efecto de rueda de carro.